# Siphonodentalium promontorii
Siphonodentalium promontorii är en blötdjursart som först beskrevs av Barnard 1963.  Siphonodentalium promontorii ingår i släktet Siphonodentalium och familjen Gadilidae. Inga underarter finns listade i Catalogue of Life.